# Triglav (2010)
Artykuł ten został zgłoszony do umieszczenia na stronie głównej w rubryce „Czy wiesz”.
Pomóż nam go sprawdzić: oceń zgłoszoną nominację.
Triglav – słoweński okręt patrolowy projektu 10412 (typu Swietlak), zbudowany w 2010 roku w Rosji. Nosi numer burtowy 11. Od 2010 roku służy w marynarce wojennej Słowenii jako jej największy okręt.

## Budowa
Okręt jest eksportowym wariantem rosyjskich okrętów patrolowych straży granicznej projektu 10410 (typu Swietlak, w kodzie NATO: Svetlyak), oznaczonym jako projekt 14012. Słowenia po uzyskaniu niepodległości utrzymywała tylko niewielką marynarkę wojenną, opartą na nielicznych patrolowcach. 17 lipca 2008 roku Słowenia zawarła umowę z Rosją na budowę okrętu patrolowego, w ramach rozliczeń długu byłego ZSRR wobec byłej Jugosławii. Koszt budowy wyniósł ok. 35 mln dolarów, a dodatkowo Słowenia dopłaciła 7,5 mln dolarów za wyposażenie i uzbrojenie. Od rosyjskich okrętów różni się m.in. zastosowaniem zachodnich silników do napędu.
Położenie stępki pod budowę jednostki miało miejsce we wrześniu 2008 roku w stoczni Ałmaz w Petersburgu. Wodowanie i chrzest jednostki odbyły się 21 lipca 2010 roku. Otrzymał nazwę „Triglav” od najwyższego szczytu Słowenii. 9 października tego roku okręt wypłynął ze słoweńską załogą z Petersburga.

## Skrócony opis
Wyporność pełna okrętu wynosi 381 ton. Długość wynosi 49,5 m, szerokość 9,2 m, a zanurzenie 2,2 m. Załoga liczy 36 osób, w tym 4 oficerów.
Napęd stanowią trzy silniki wysokoprężne MTU 4000 o łącznej mocy 16 200 KM, poruszające trzy śruby. Umożliwiają one osiąganie prędkości 27 węzłów. Zasięg wynosi 2200 mil morskich przy prędkości 13 węzłów.
Uzbrojenie stanowi sześciolufowe rotacyjne działko przeciwlotnicze kalibru 30 mm AK-306, o szybkostrzelności 3000 strz./min. i zasięgu do 2 km. Uzupełniają je dwa karabiny maszynowe kalibru 14,5 mm. Do samoobrony przed lotnictwem służy poczwórna wyrzutnia rakiet przeciwlotniczych bardzo bliskiego zasięgu samonaprowadzających się na podczerwień Igła, z zapasem 12 rakiet, o zasięgu do 6 km. Do obrony przeciw celom nawodnym z krótkiego dystansu przewidziano wyrzutnię rakiet przeciwpancernych Szturm lub Ataka i w 2012 roku zamontowano sześć prowadnic dla kontenerów transportowo-startowych, lecz faktycznie system ten nie osiągnął sprawności i nie dostarczono do niego pocisków. 
Okręt wyposażony jest w radar dozoru nawodnego i nawigacyjny. Do walki elektronicznej ma wyrzutnie celów pozornych PK-10. Podczas modernizacji w 2025 roku okręt miał otrzymać radar nawigacyjny Kelvin Hughes Mk 11 SharpEye, transponder systemu rozpoznania bojowego IFF LTR 400 i system zakłócania łączności taktycznej GMJ9.

## Służba

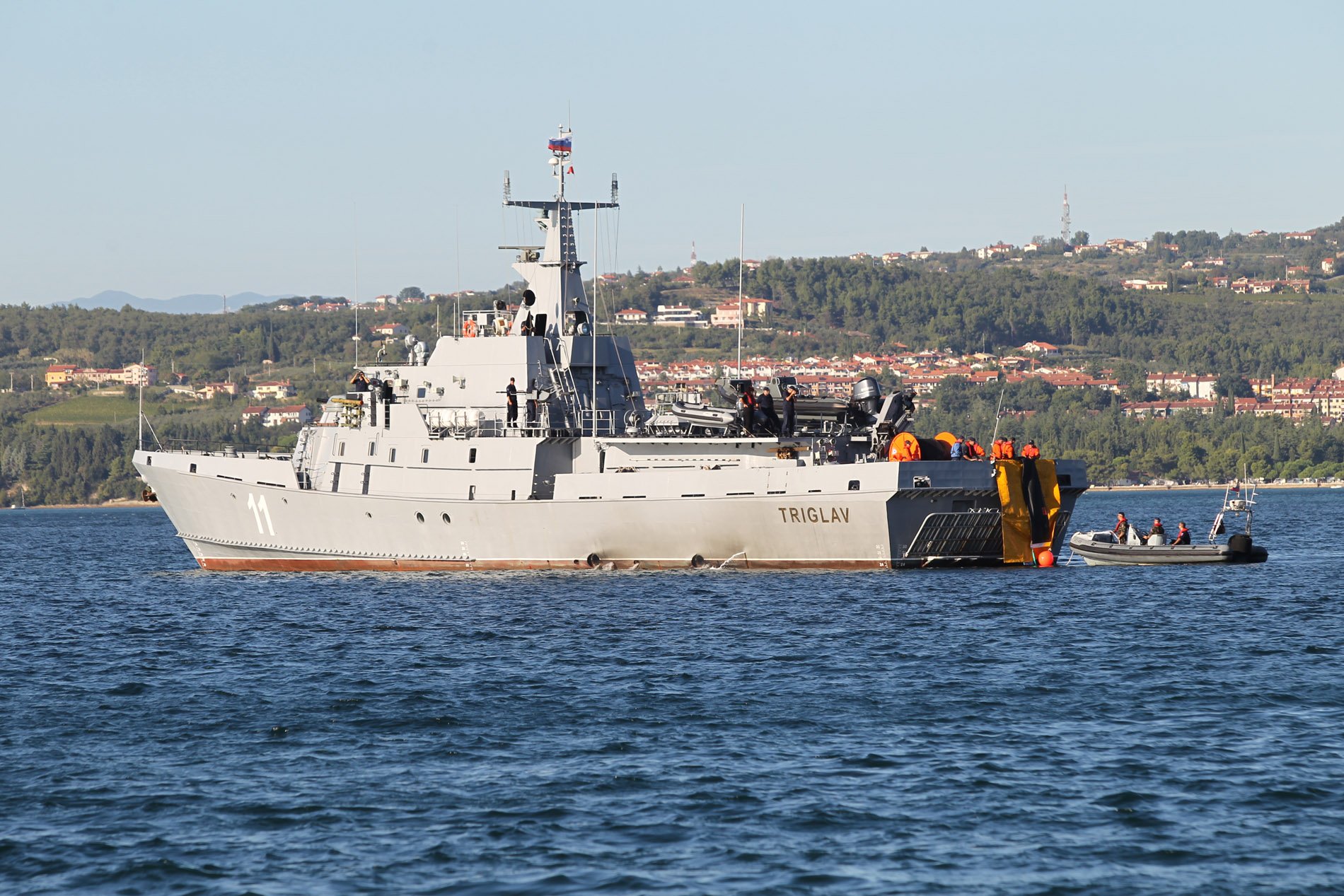
„Triglav” od rufy

W listopadzie 2010 roku okręt przypłynął do słoweńskiego portu Koper. Otrzymał numer burtowy 11, a pełny numer taktyczny VNL-11. Wszedł w skład 430 dywizjonu morskiego Słowenii, z zadaniem patrolowania strefy ekonomicznej na Morzu Adriatyckim i prowadzenia operacji ratowniczych. Stał się największym okrętem marynarki Słowenii, liczącej w 2016 roku jeszcze mniejszy kuter patrolowy „Ankaran”.
W 2016 roku „Triglav” służył w ramach europejskiej operacji humanitarnej NAVFOR Med-Sophia na Morzu Śródziemnym, pomagając uratować 1072 migrantów. Dowódcą był wówczas Andrej Pečar. W 2018 roku ujawniono, że system artyleryjski AK-306 był od kilku lat niesprawny. W 2018 roku kolejny raz „Triglav” został skierowany do operacji Sophia; dowódcą był Simon Vrabec.
Od sierpnia 2020 roku okręt przechodził trwający kilka lat remont w stoczni Cartubi w Trieście, przedłużony z powodu konieczności usunięcia licznych materiałów izolacyjnych zawierających azbest, a następnie z powodu podjęcia w 2024 roku decyzji o modernizacji okrętu. Prace związane z modernizacją i przezbrojeniem powierzono firmom tureckiej i chorwackiej, a ich koszt miał wynieść 13,1 mln euro. Przewidywano, że modernizacja zakończy się do końca 2025 roku. 25 lutego 2025 roku turecka stocznia Desan poinformowała o zakończeniu pierwszej fazy modernizacji, obejmującej wymianę i modernizację systemów okrętowych. W ramach drugiej fazy miały być zmodernizowane systemy elektroniczne przez słoweńską firmę Panna Plus, a w ramach trzeciej miało nastąpić przezbrojenie w chorwackiej stoczni Iskra Brodogradilište. Działko miało zostać wymieniona na zdalnie sterowany moduł uzbrojenia z armatą automatyczną ATK Mk 44 Bushmaster II kalibru 30 mm.